# 詹姆斯·督漢
詹姆斯·蒙哥馬利·督漢（James Montgomery Doohan，1920年3月3日—2005年7月20日）是加拿大籍的演員與配音員。最為人所知的演出是在電視影集與電影《星艦奇航記》系列裡面飾演史考提（Scotty，全名為）。

## 生平
督漢出生於加拿大英屬哥倫比亞省溫哥華市，是威廉（William）與莎拉（Sarah）·督漢四個孩子中最小的一個。父母是英愛戰爭期間，從大部分是新教徒的貝爾法斯特逃離的天主教徒難民。他的家庭後來搬到安大略省薩尼亞市（Sarnia），他也進入了薩尼亞科技大學（SCITS）就讀，主修數學和科學。督漢的父親，當時的職業是牙醫、藥劑師、以及獸醫，據說他在1923年發明了高辛烷值的汽油，不過根據督漢的自傳，他的父親是個酒精中毒者而且讓他的家庭感到苦惱。
二戰爆發後，19歲的吉米（詹姆斯的暱稱）·督漢加入了加拿大皇家砲兵團，最後在13野戰軍團、D連、溫尼派（Winnipeg）步槍隊擔任中尉。隸屬於1940年送往英國接受海灘登陸作戰戰術訓練的加拿大第三步兵團。他的第一個作戰任務是在D日進攻諾曼地的朱諾海灘。沿路解決掉兩名狙擊手之後，督漢率領部下穿過地雷區到達高地，並架設了防禦陣地過夜。在當晚11:30前進指揮所的時候，督漢被德軍機槍打中六槍：四發子彈打中腿，一發打中胸部，一發打中右手中指。打在胸部的子彈被他的銀製香菸匣擋住，被射中的手指則是截肢。在演出的時候他會小心地藏好。雖然受了傷，督漢還是留在軍中，受訓成為加拿大皇家空軍的飛行員，駕駛砲兵觀測機。他有一次被稱為「加拿大空軍最瘋狂的飛行員」。
戰後，督漢展開了他的演藝事業。在對廣播戲劇可笑的品質感到灰心之後，他開始苦讀莎士比亞。他的第一份工作是1946年1月12日在加拿大廣播公司（CBC）的廣播節目演出。他在多倫多上戲劇課，之後獲得紐約市鄰里劇場（Neighborhood Playhouse）的兩年獎學金，他的同學包括萊斯里·尼爾森（Leslie Nielsen）、湯尼·藍道（Tony Randall）、與理查·布恩（Richard Boone）。有好幾年他因為工作需要在多倫多與紐約間搭飛機飛來飛去。在這段期間督漢參與了4000個以上的廣播節目與400個以上的電視節目的演出，也因此獲得了多才多藝的名聲。他的演出包括《陰陽魔界》（The Twilight Zone）、《外部極限》（Outer Limits）、以及《幻想島》（Fantasy Island）。

## 星艦奇航記
史考特有擅於使用外國口音的天份。當他試演給吉恩·羅登貝瑞（《星艦奇航記》的原創人）看的時候，督漢使用了幾種不同的口音。羅登貝瑞問督漢說他最喜歡哪一種。督漢承認他相信「世界上最好的工程師是蘇格蘭人」。所以督漢成為星艦企業號上的總工程師，蒙哥馬利·史考特。後來他在星艦影友會上回憶這段選角過程，也示範了好幾種可能的工程師聲音和角色。當羅登貝瑞在1970年代初期製作《星艦奇航記動畫版》時，督漢的語言能力也讓他負責影集裡大多數的男性客串角色，其中包括羅伯特·艾波（Robert April），傳說中企業號的第一位艦長。
史考特這個角色最初設想的是一個配角，不過就像其他航員李奧納德·尼摩伊（Leonard Nimoy，飾演外星人科技官史巴克）與德佛瑞斯特·凱利（DeForest Kelley，飾演暴躁的醫官麥考依醫生）一樣，後來地位都被提升，和威廉·薛特納（William Shatner）飾演的詹姆斯·科克艦長共同成為影集的要角。並清楚地說明史考特少校是星艦企業號的第三順位指揮官，有時候會輪到他指揮全艦。史考特常常會負責副故事線，關於企業號某個部份故障，或者是為了要配合科克野心十足的戰術嘗試，所以得盡力增加星艦的推進力和防禦力等等。最後，許多影迷認為企業號本身也是影集的演員之一，並羨慕史考特能夠身為它的防禦者。
在系列影集結束之後，督漢發現自己被角色定型，並且很難獲得其他演出機會。不過他還是有些短暫的演出機會，例如在短命的星期六晨間真人演出的兒童節目《星際總部的傑森》（Jason of Star Command）裡擔任艦長（不過第二季一開始他的角色就被殺了）。他還是能靠一些個人的演出維持生計。當《星艦奇航記》連鎖事業重生之後，督漢又重新開始演藝事業。他在七部《星艦奇航記》電影裡重新扮演史考提的角色，並在《銀河飛龍》裡客串演出一集。
督漢用他可觀的聲音技巧，設計出瓦肯語和克林貢語的對話，並使用在電影《星艦迷航記》中。後來，專業的語言學家，尤其是馬克·歐克蘭（Mark Okrand）將克林貢語延伸成為一個完整的人造語言以及一個可以運作的文法。

## 晚年生活與過世
史考提在星艦企業號上擔任總工程師的成就輝煌、令人敬畏，這也啟發了許多學生想去從事工程師的職業。基於此，密爾瓦基工學院特地頒給督漢榮譽工程學學位。2004年8月31日，好萊塢星光大道置放了刻著他名字的星星，永垂不朽。
督漢結了三次婚。跟第一任妻子珍妮特·楊（Janet Young）有四個小孩，於1964年離婚；跟第二任妻子安妮塔·葉久（Anita Yagel）有兩個小孩，於1972年離婚；1974年他在一個派對裡認識了一個19歲的影迷溫德·布朗伯格（Wende Braunberger），兩人於次年結婚，育有三個小孩艾力克（Eric）、湯瑪斯（Thomas）、莎拉（Sarah），最後一個小孩在2000年誕生，當時督漢已經80歲。
督漢晚年苦於帕金森氏症、糖尿病、肺纖維化（DPLD）等疾病。2004年，督漢被診斷出有老年癡呆症。2005年7月20日當地時間早上5:30，他死於華盛頓州雷德蒙德的家中，隨侍在側的是他的妻子溫德·布朗伯格和長年好友與經紀人史提夫·史提文斯（Steve Stevens）。他的經紀人證實死因是肺炎和老年癡呆症。
督漢的骨灰也應他的要求被送往太空。負責舉辦太空葬禮的公司在 2008 年證實他們已經安排好將督漢的骨灰送入地球軌道，用加州汪登堡空軍基地（Vandenberg）9月要發射的戰隼一號（Falcon 1）火箭。星艦劇本作者約翰·馬里帝茲·盧卡斯（John Meredyth Lucas），死於2002年，他的骨灰也會在這一次發射中一起送入太空，但該火箭於發射數分鐘後爆炸墜毀。
在電視影集《星际旅行》中， 飾演總工程師的演員詹姆士督漢，2005年過世時的遺願，就是將骨灰撒向外太空，而在親友的祝福下，一艘帶著他骨灰的火箭，在2007年4月28日發射升空，前往外太空。
再一次地，2012年5月22日，負責舉辦太空葬禮的公司，藉由Space X的獵鷹九號火箭運送國際太空站的補給品時舉行308位的太空葬，其中也包含督漢的部分骨灰。

## 寫作
督漢和長年的《星艦奇航記》作者彼得·大衛（Peter David）合作撰寫了一本自傳（1996年出版，ISBN 0671520563）。
督漢和史提芬·史德林（S.M. Stirling）合作撰寫了一系列的三本科幻小說：
- 《興起》（The Rising），1996年出版，ISBN 0671877585
- 《私掠者》（The Privateer），1999年出版，ISBN 0671578324
- 《獨立指揮部》（Independent Command），2000年出版，ISBN 0671319515

## 外部連結
- 官方網站資料 （页面存档备份，存于）
- 上關於史考提過世的新聞與討論
- http://www.imdb.com/name/nm0001150/ （页面存档备份，存于）
- 老年癡呆症侵襲「史考提」，網站2004年7月6日的新聞
- 《星艦奇航記》演員詹姆斯·督漢在好萊塢星光大道上留名 （页面存档备份，存于），舊金山紀事報2004年8月31日的新聞
- 《星艦奇航記》裡的「把我傳送上去」的史考提死於85歲，福斯新聞網2005年7月20日的新聞
- 美聯社的訃文 （页面存档备份，存于）
- 英國廣播公司的訃文 （页面存档备份，存于）
- 英國泰晤士報的訃文[]